# Жупар Габдулліна
Жупар Бактибеківна Габдулліна (нар. 15 січня 1978, Аягузький район, Семипалатинська область, Казахська РСР) — казахстанська оперна співачка (сопрано), Заслужений діяч Республіки Казахстан (2016), провідна солістка Державного театру опери та балету «Astana Opera» (2013).

## Біографія
- Жупар Бактибеківна Габдулліна народилася 15 січня 1978 року в Семипалатинській області, Аягозькому районі, в селі Тарбагатай.
- 1992 року закінчила 9 клас Жовтневої середньої школи.
- 1996 році закінчила музичний коледж імені М.Толебаєва.
- 1996 році вступила в Казахську національну консерваторію імені Курмангазы за спеціальністю «Сольний спів» (клас доцента Р. А. Смаїлової) закінчила в 2003 році. Навчалася в аспірантурі там же у класі професора, Заслуженого артиста РК, лауреат держпремії РК, професор Шахимардан Абілова (2003—2005).
- 2007—2013 р. солістка Казахського театру опери та балету імені Абая
- З 2013 року — провідна солістка опери Astana Opera[1][2].

## Творчість
- Стажувалася в Академії театру Ла Скала (Італія, 2014).
- На сцені Маріїнки-2 виступила в партії Одабелли в опері Дж. Верді «Аттіла» під керівництвом Валерія Гергієва (Санкт-Петербург, 2014) і в концертному виконанні партії Одабеллы на сцені Опери Бастилія, диригент Алан Бурибаев (Франція, 2014).
- Виконала партію Аїди в однойменній опері Дж. Верді в Румунському національному театрі опери та балету, диригент Фрідріх Пфайфер (Бухарест, 2014) і Красноярському державному театрі опери та балету, диригент А. Чепурний (2014).
- На сцені Стамбульського оперного театру і Театру опери імені Лейли Генджер (Анкара) виконала партію Сари в опері М. Тулебаева «Біржан — Сара» (2014).
- Виступила на сценах Carnegie Hall (Нью-Йорк), Sony Centre (Торонто), в залі Stadsschouwburg (Антверпен), в концертному залі De Doelen (Роттердам), в Ханойском національному театрі опери та балету (В'єтнам).

## Репертуар
- Аїда («Аїда» Дж. Верді)
- Леонора («Трубадур» Дж. Верді)
- Одабелла («Аттіла» Дж. Верді)
- Амелія («Бал-маскарад» Дж. Верді)
- Турандот («Турандот» Дж. Пуччіні)
- Туга («Тоска» Дж. Пуччіні)
- Недда («Паяци» Р. Леонкавалло)
- Ліза («Пікова дама» П. Чайковського)
- Сара, Алтынай («Біржан — Сара» М. Тулебаєва)
- Ажар («Абай» А. Жубанова, Л. Хаміді)
- Дана («Ер Таргын» Е. Брусиловського)
- Нігяр («Кероглу» У. Гаджибекова)

## Досягнення
Нагороди вокальних конкурсів:
- 2002 р. Дипломант XII Республіканського конкурсу вокалістів ім. К. Байсеїтової (Астана)
- 2003 р. Лауреат I премії Республіканського конкурсу вокалістів Е. Хасангалієва (Сімей)
- 2005 р. Лауреат I премії Республіканського конкурсу ім. Р. Жубанової (Астана)
- 2007 р. Лауреат III премії III Міжнародного конкурсу вокалістів Б. Тулегенової
- 2009 р. Почесна грамота "За участь у II турі Міжнародного конкурсу вокалістів ім. М. Глінки (Москва)
- 2009 р. Учасник міжнародного проекту оперних співаків «Турандот» Дж. Пуччіні в Італії (Верона)
- 2010 р. Гран-прі Міжнародного конкурсу вокалістів «Мистецтво XXI століття» (Київ, Україна)
- 2013 р. Гран-прі Республіканського конкурсу імені Н. Тлендієва (Астана)
- З 2009 року володар гранту Фонду Першого Президента КАЗАХСТАНУ — Лідера Нації

## Державні нагороди
- 2012 — Лауреат Державної молодіжної премії «Дарин»[3]
- 2014 — Лауреат Премії Фонду Першого Президента Республіки Казахстан — Лідера нації (Премія за внесок у розвиток музичного мистецтва)
- 2015 — Лауреат Державної стипендії в галузі культури Республіки Казахстан.
- 2016 — Присвоєно почесне звання «Заслужений діяч Республіки Казахстан» (за заслуги у галузі казахського театрального і музичного мистецтва)[4]